# Marcel Ernzer
Marcel Ernzer, né le 23 mars 1926 à Esch-sur-Alzette et mort le 1er avril 2003 à Luxembourg, est un coureur cycliste luxembourgeois.

## Biographie
Marcel Ernzer est né le 23 mars 1926 à Esch-sur-Alzette au Luxembourg. Ses parents Jean Ernzer et Marie Dams exploitaient à Remich un cinéma, et Marcel a fréquenté l'école primaire à Remich. Plus tard, il a travaillé à Luxembourg-Ville dans une boulangerie.
Après quoi il a travaillé à Rodange dans la sidérurgie pendant les mois d'hiver, et profitait d'un congé spécial en été pour participer à des courses de vélo. Il débutait tout jeune au club VC Pignon de Bonnevoie, et lui restait fidèle pendant plus de 50 ans.
Marcel Ernzer est décédé le 1er avril 2003.

## Palmarès
- 1945
  - 2e du championnat du Luxembourg sur route débutants
- 1947
  - Grand Prix Général Patton amateurs
- 1948
  - 1re et 2e étapes du Tour de Luxembourg amateurs
  - Grand Prix Général Patton amateurs
  - 9e du championnat du monde sur route amateurs
- 1949
  -  Champion du Luxembourg sur route indépendants
  - 3e du Tour de Luxembourg
  - 9e du Tour de Suisse
- 1950
  - Circuit de la Côte d'Or
  - 2e du Circuit des six provinces
  - 2e de la Polymultipliée
  - 3e du championnat du Luxembourg sur route
- 1951
  - Circuit des six provinces :
    - Classement général
    - 3e et 7e étapes

  - Tour de Luxembourg :
    - Classement général
    - 3ea étape
- 1952
  - 3e du championnat du Luxembourg sur route
- 1953
  -  Champion du Luxembourg sur route
  - 10e du championnat du monde sur route
- 1954
  -  Champion du Luxembourg sur route
  - Liège-Bastogne-Liège
  - Week-end ardennais
  - 2ea étape du Tour de Luxembourg
  - 3e du Tour de Luxembourg
  - 5e de la Flèche wallonne
- 1955
  -  Champion du Luxembourg sur route
  - 2e étape du Tour de Belgique
  - 7e étape du Tour de Suisse
  - 2e du Tour de Belgique
  - 2e du Tour de l'Oise et de la Somme
  - 2e du Tour de Luxembourg
  - 7e de Liège-Bastogne-Liège
- 1956
  - 2eb étape des Trois Jours d'Anvers (contre-la-montre par équipes)
  - 2e du championnat du Luxembourg sur route
- 1957
  - 2e du championnat du Luxembourg sur route
  - 10e du championnat du monde sur route
- 1958
  - 4e étape du Tour de Luxembourg
  - 3e du championnat du Luxembourg sur route
  - 7e de Liège-Bastogne-Liège
- 1959
  - 3e du championnat du Luxembourg sur route
  - 4e de Liège-Bastogne-Liège
- 1960
  - Tour de Luxembourg :
    - Classement général
    - 3e étape
- 1961
  - 4e étape du Tour de Luxembourg
  - 2e du Tour de Luxembourg
  - 2e du championnat du Luxembourg sur route

## Résultats sur les grands tours

### Tour de France
- 1949 : éliminé (11e étape)
- 1950 : éliminé (13e étape)
- 1953 : 18e
- 1956 : 51e
- 1957 : abandon (2e étape)
- 1958 : 16e
- 1959 : 33e
- 1961 : 37e
- 1962 : abandon (12e étape)

### Tour d'Italie
- 1956 : abandon (18e étape)
- 1957 : 45e
- 1958 : 33e
- 1959 : 41e
- 1960 : 57e
- 1961 : 26e
- 1962 : abandon (14e étape)

### Tour d'Espagne
- 1960 : abandon (14e étape)